# چرخند فت
چرخند فت (Phet) دومین چرخند نیرومندی است که در مدت تاریخ مدون بشر در دریای عرب تشکیل شده‌است؛ تنها چرخند ثبت‌شده در تاریخ دریای عرب که از چرخند فت قوی‌تر بوده‌است، چرخند گونو بود که در سال ۲۰۰۷ روی داد.
«فت» در ابتدا به سمت شمال غربی حرکت کرد اما پیش‌بینی‌ها حاکی از آن بودند که این چرخند قبل از رسیدن به شبه جزیره عربستان به سوی شمال تغییر جهت داده، و کمی بعد با تغییر دوبارهٔ جهت حرکتش - این بار به سمت شمال شرقی - وارد خاک پاکستان و ایالت گجرات هند خواهد شد. «فت» واژه‌ای تایلندی، به‌معنای الماس‌است.

## تاریخچهٔ هواشناختی
یک روز قبل از شکل‌گیری چرخند فت، در روز سی‌ام می(مطابق با نهم اردیبهشت) دو مرکز مهم هواشناسی کشور هند اعلام کردند که منطقه‌ای کم‌فشار در ۹۲۵ کیلومتری جنوب غربی بمبئی هند شکل گرفته‌است. بررسی‌های اولیه نشان می‌دادند که این منطقهٔ کم‌فشار در حال گسترش‌یافتن به‌دور مرکز گردش است. این سامانه در جنوب یک مرکز پرفشار محلی که برفراز کشور عمان مستقر بود، قرار داشت.

## تدارکات
به مناطق ساحلی عمان، پاکستان، و گجرات هند هشدار داده‌شد که به زودی موج‌های نیرومند به همراه بادهای شدید به این مناطق خواهند رسید؛ همچنین از ماهی‌گیران خواسته شد که به مناطق امن‌تر بروند و از رفتن به دریا جداً پرهیز کنند.
در عمان، پلیس سلطنتی عمان از اورژانس خواسته‌است که ساکنین مناطق مصیره و رأس‌الحد را به‌منظور پیش‌گیری از خسارات احتمالی به مناطق امن‌تری منتقل کند. مقامات دولتی این کشور نیز از تعداد زیادی از ساکنان این مناطق، که حدود ۱۰٬۰۰۰ نفر را شامل می شدند، تقاضا کرده‌اند که به نواحی امن‌تر بروند و به دریا نزدیک نشوند.